# Ruth Laredo
Ruth Meckler, conocida como Ruth Laredo, (Detroit, 20 de noviembre de 1937 - Manhattan, 25 de mayo de 2005) fue una pianista clásica estadounidense.
Fue conocida en los años 70 en particular por sus registros de las 10 sonatas de Aleksandr Scriabin y las obras completas para piano solo de Serguéi Rajmáninov, por sus grabaciones de Maurice Ravel y, en los últimos 16 años antes de su muerte, por su serie en el Museo Metropolitano de Arte de "Conciertos con Comentario”. Fue denominada a menudo como “la Primera Dama del Piano de América”.

## Biografía
Ruth Meckler nació el 20 de noviembre de 1937 en Detroit, Míchigan, la mayor de las dos hijas de Miriam Meckler-Horowitz, una profesora de piano y Ben Meckler, un profesor de inglés. Cuándo tenía sólo dos años era ya capaz de tocar el tema Dios Bendice América en el piano de su madre, sin haber sido enseñada.:51
Cuándo tenía ocho años su madre la llevó a un concierto de Vladimir Horowitz en el Masonic Auditorium de Detroit. Después del concierto juró llegar a ser ella misma concertista de piano.:51 Horowitz tocó Scriabin y Laredo quedó tan fascinada por esta música que desarrolló una pasión de por vida hacia Scriabin y otros compositores rusos contemporáneos como Rajmáninov.

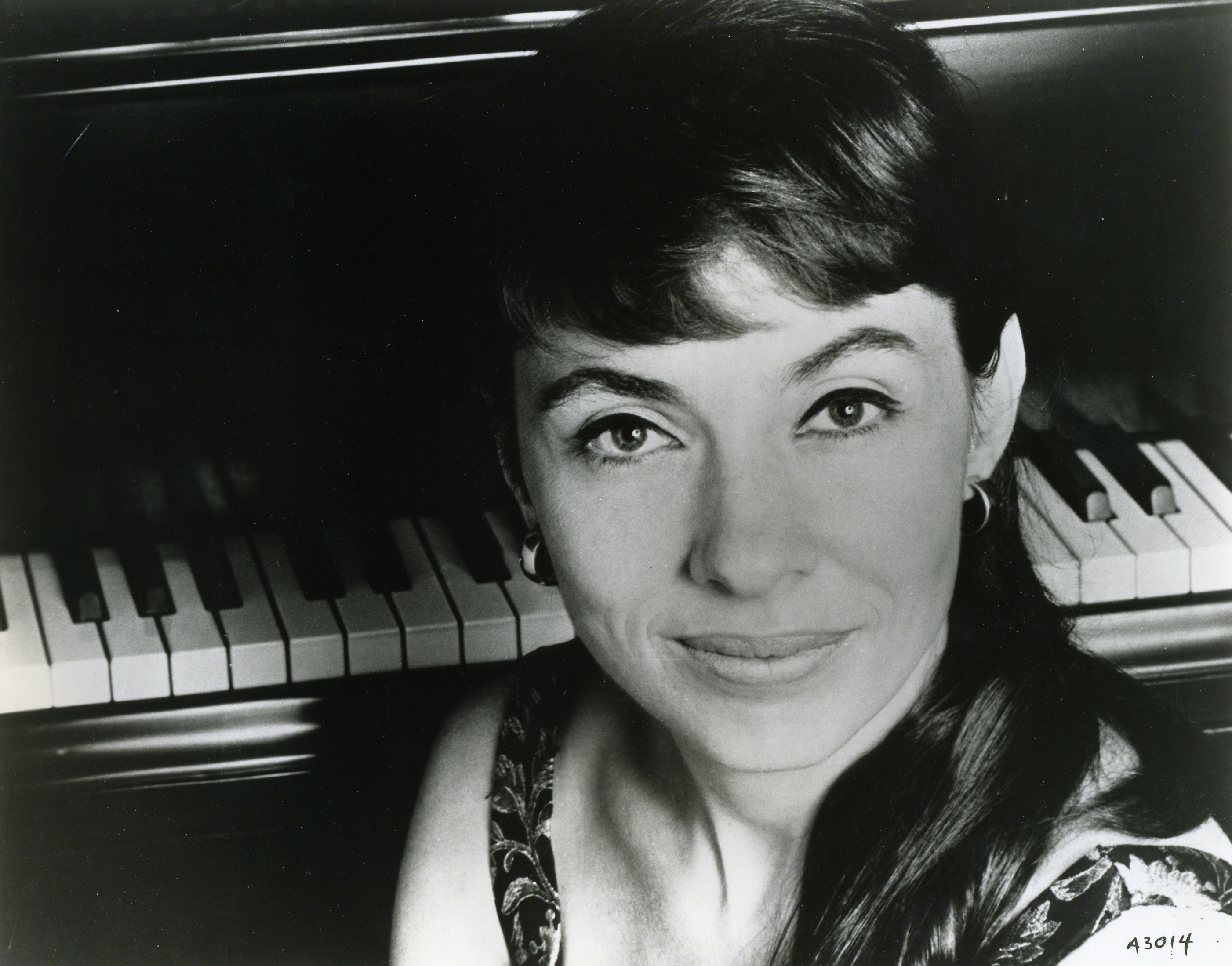
Ruth Laredo, 1970, en Nueva York (foto: colección privada Jennifer Laredo Watkins)

En 1960 se trasladó a Nueva York y se casó con el violinista nacido en Bolivia, Jaime Laredo, quién era tres años más joven que ella. Se conocieron en el Instituto de Música Curtis de Filadelfia y actuaron juntos regularmente hasta su divorcio en 1974. De su unión nació una hija en 1969, Jennifer, que está casada con Paul Watkins que ha sido director musical de la Orquesta de Cámara Inglesa entre otras agrupaciones y violonchelista. Desde 2013 es miembro del prestigioso Emerson String Quartet. 
Durante el embarazo y después del nacimiento de su hija, Ruth Laredo tuvo que abandonar las giras con su marido. Entusiasta de poder grabar la música de Scriabin, presentó a varias compañías de discos la propuesta de grabar todas las 10 sonatas del compositor. Alan Silver de la Connoisseur Society asumió el riesgo, a pesar de que inicialmente sólo lanzaron un LP (Sonatas N.º 5, N.º 7, “Misa Blanca”, N.º 9, “Misa Negra” y Ocho Estudios, Op. 42). Después del éxito notable de este primer registro, Connoisseur le ofreció la oportunidad de grabar las restantes siete sonatas siendo la primera persona en tener grabadas sus sonatas completas. Este hito marcó el auténtico principio de su carrera como intérprete solista.
Retrospectivamente, Laredo explica en ”The Ruth Laredo Becoming a Musician Book”:60 (publicado en 1992) que esta es una manera alternativa de emprender una carrera en solitario: encontrar un nicho de repertorio, algo que nadie había hecho antes. La manera más obvia sería ganar competiciones, pero ella nunca tuvo éxito en competiciones importantes.
Cuándo su hija creció, Laredo estuvo a punto de volver a actuar con su marido, pero no fue posible por su proceso de divorcio, que se consumó en 1974 y que la llevó a una crisis personal. Tomó un puesto de profesora en Universidad Yale y aceptó la invitación de Thomas Z. Shepard de CBS Masterworks, que quedó impresionado por sus grabaciones de Scriabin, para grabar las obras completas para piano solo de Rajmáninov.:60 Esto, según Laredo, salvó su vida y con los discos de Rajmáninov, hechos de 1974 a 1979 (el último álbum fue publicado en 1981), su carrera en solitario alcanzó su zenit.:474
Después de estos registros de referencia, el editor de música internacional C. F. Peters encargó a Ruth Laredo editar una nueva edición fidedigna de los 24 Preludios de Rajmáninov. Fueron publicados en 1981 (Op. 3, Núm. 2), 1985 (Op. 23) y 1991 (Op. 32). Laredo creía que muchas de las partituras generalmente utilizadas de Rajmáninov no se correspondían con las ediciones originales del compositor. Sus sospechas se vieron confirmadas después de estudiar los manuscritos originales guardados en la Biblioteca del Congreso de Estados Unidos, en el Archivo Rajmáninov de Washington D. C. y más tarde también en el Museo Glinka, durante su visita a Rusia en 1989. Las ediciones nuevas eran mucho más cercanas a los manuscritos originales del compositor.:278/279
Laredo escribió también artículos para las revistas Piano Today y Keyboard Classics y presentó los programas Performance Today y Morning Edition para Radio Pública Nacional (NPR), y First Hearing y Onstage with Young Concert Artists para la emisora radiofónica clásica de Nueva York WQXR.

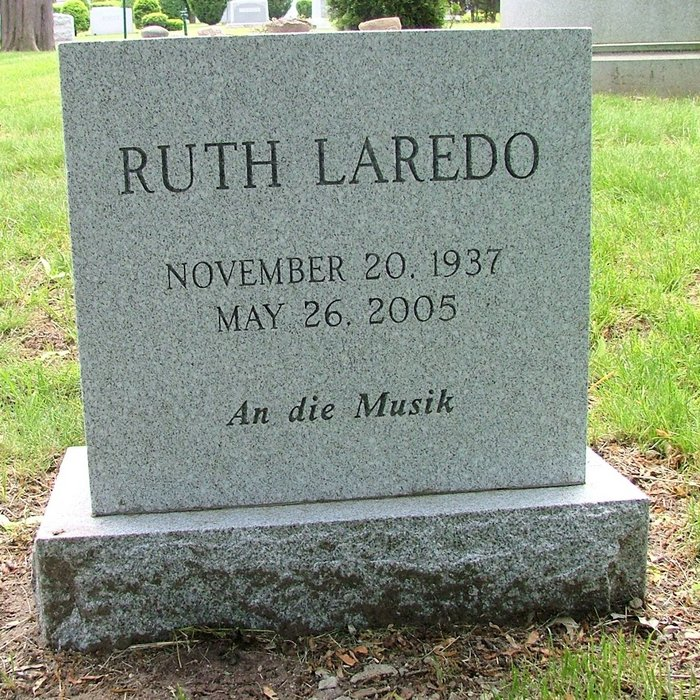
La lápida de Ruth Laredo en el Cementerio Kensico, Valhalla, Condado de Westchester, Nueva York, a sólo unos cuantos metros de la tumba de Rajmáninov. La inscripción “An die Musik” se refiere a su lied favorito de Schubert (foto: Sheryl Shakinovsky)

En el año 2000 Laredo apareció en una escena de la película de Woody Allen Granujas de medio pelo, donde el personaje de Hugh Grant intenta impresionar al de Tracey Ullman llevándola a un recital de piano, donde Ruth Laredo está tocando Rajmáninov.
Ruth Laredo fue también conocida por su llamativo vestuario de escena (la mayoría hecho por la diseñadora de vestuario del Lincoln Center Catherine Heiser). A menudo podía ser vista montando su bicicleta o corriendo mientras escuchaba la música de Phil Collins o de Génesis por el Upper West Side de Manhattan donde vivía.
Tenía un fuerte compromiso con la tradición judía. En una conferencia de la serie de Conciertos con Comentario dedicada a Felix Mendelssohn, habló de la importancia y profundidad de su origen judío.
Ruth Laredo murió el 25 de mayo de 2005 mientras dormía en su apartamento de Manhattan. La causa de su muerte fue cáncer ovárico, enfermedad que se le había diagnosticado cuatro años antes, pero que no le hizo dejar de dar conciertos. Está enterrada en Cementerio Kensico, Valhalla, Nueva York, a sólo unos cuantos metros de la tumba de Serguéi Rajmáninov quién fue tan importante a su vida. En el funeral el 31 de mayo de 2005, dos de sus colegas más cercanos actuaron: Wei Gang Li del Cuarteto de Shanghái y Courtenay Budd, con quien había dado su último “Concierto con Comentario”, junto con el Cuarteto de Cuerda de St. Petersburgo, el 6 de mayo de 2005.
El 18 de mayo de 2006 su hija Jennifer organizó un concierto conmemorativo en el Grace Rainey Rogers Auditorium del Museo Metropolitano de Arte de Nueva York. Los participantes fueron el Cuarteto Guarneri (con Paul Watkins, el marido de Jennifer), Courtenay Budd, Nicolas Kendall, Pei Yao Wang, Edmund Battersby, James Tocco así como Susan Wadsworth, directora de los Young Concert Artits y la flautista Paula Robison. Courtenay Budd Cantó la canción favorita de Ruth Laredo, el lied de Franz Schubert, An die Musik, el título del cual Jennifer Laredo Watkins escogió para la inscripción de la lápida de su madre.
En 2007 fue creado el Ruth Laredo Memorial Prize de los Young Concert Artists International Auditions. Ella había ganado el Young Concert Artists International Auditions Award en 1962 y después fue frecuentemente miembro del Jurado de las Audiciones.

## Educación

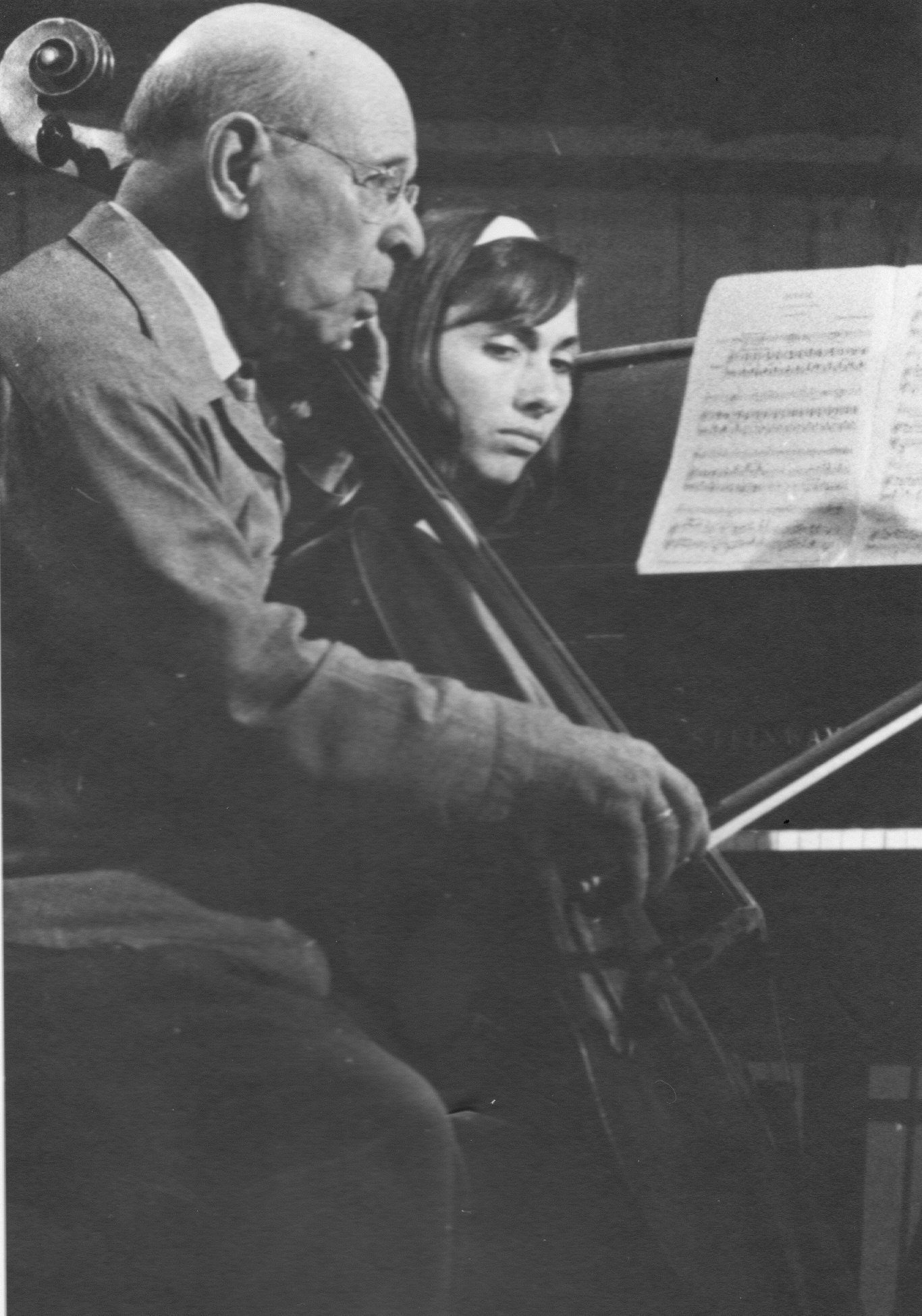
Ruth Laredo, 1963, en Marlboro, Vermont, estudiando con Pablo Casals (foto: colección privada Jennifer Laredo Watkins)

Su madre Miriam Meckler, una profesora de piano principalmente para niños, fue su primera profesora. En 1947 la envía a aprender con Edward Bredshall que había estudiado con Nadia Boulanger en París y era conocido por sus eficaces métodos de enseñanza. Estudió con él cuatro años y la introdujo a la música de otros compositores rusos, notablemente Serguéi Prokófiev, Ígor Stravinsky y Dmitri Kabalevsky.:469
Su preferencia para música rusa la dirigió a practicar con un ruso emigrado, Mischa Kottler, quién también fue profesor de la pianista y cantante Muriel Elizabeth Charbonneau y más tarde del saxofonista y compositor Rick Margitza y el pianista de jazz Ray Cooke.
De 1951 a 1955 Laredo asistió al Instituto Mumford de Detroit. Durante sus vacaciones de verano asistió a los Indian Hill Summer Workshops en Stockbridge, Massachusetts. Después de su graduación en 1955 empieza sus estudios con Rudolf Serkin en el Instituto de Música Curtis en Filadelfia. Fue presentada a Serkin en 1954 por el violinista Berl Senofsky y el pianista Seymour Lipkin, a quien había conocido en los campamentos de verano. Serkin le dijo su en su audición en Marlboro, Vermont: “puedo ver que tocas como un tigre!” La aceptó como uno de sus cuatro únicos estudiantes.:471
Rudolf Serkin, discípulo de Arnold Schoenberg y de Richard Robert era un artista conocido en todo el mundo por su dedicación completa a la música y su fidelidad al compositor. Al principio dejó de lado la pasión de Laredo hacia la música de compositores rusos y la introdujo en la línea central de compositores europeos Mozart-Beethoven-Schubert-Brahms. A pesar de esto, Ruth Laredo fue conocida posteriormente por sus grabaciones de Scriabin y Rajmáninov.
Ruth Laredo asistió muchos veranos a la Marlboro Music School and Festival cerca de Brattleboro, Vermont, el cual había sido fundado en 1950 por Rudolf Serkin y Adolf Busch. Allí continuó sus estudios con Serkin y fue entrenada en música de cámara por el violoncelista Pau Casals. Entre el alumnado se pueden destacar Murray Perahia, Richard Goode (actualmente director artístico del festival, junto con Mitsuko Uchida), Emanuel Ax y Yo-Yo Ma. 
Ruth Laredo se graduó en 1960 con un diploma del Instituto de Música Curtis y un Bachelor of Music de la Universidad de Pensilvania.:471 Su graduación tuvo lugar en una celebración del quincuagésimo cumpleaños de Samuel Barber. Por coincidencia había preparado su Sonata, Op. 26 para su recital de graduación y así formó parte de la celebración. Barber estaba entre la audiencia y se dirigió a ella después del concierto, la felicitó calurosamente y escribió en su copia de la Sonata: “Brava, bravissima.”:278

## Enseñanza
En el Instituto de Música Curtis y en el festival de verano de Meadowmount School of Music en Elizabethtown, New York, Ruth Laredo fue escogida por el pedagogo y violinista Ivan Galamian y el violoncelista Leonard Rose para acompañar al piano a los estudiantes, entre los cuales había Arnold Steinhardt, Michael Tree, Pinchas Zukerman y Itzhak Perlman.
Ruth Laredo fue profesora en las facultades de la Universidad de Yale en New Haven, Connecticut, en el Instituto de Música Curtis de Filadelfia y la Manhattan School of Music, Nueva York. Hizo máster clases en esas instituciones y en la Eastman School of Music (Universidad de Rochester), en la Indiana University Bloomington, en el New England Conservatory of Music, Boston, en la Music Academy of the West en Santa Bárbara, California y la Universidad de Princeton. Fue algún tiempo Wiley Housewright Eminent Scholar Chair en la Florida State University, Tallahassee.:72 Entre sus estudiantes figuran el compositor y pianista Curt Cacioppo, Michael Kimmelman, crítico de arte jefe del New York Times, el pianista checo Adam Skoumal y el pianista suizo Oliver Schnyder.

## Conciertos

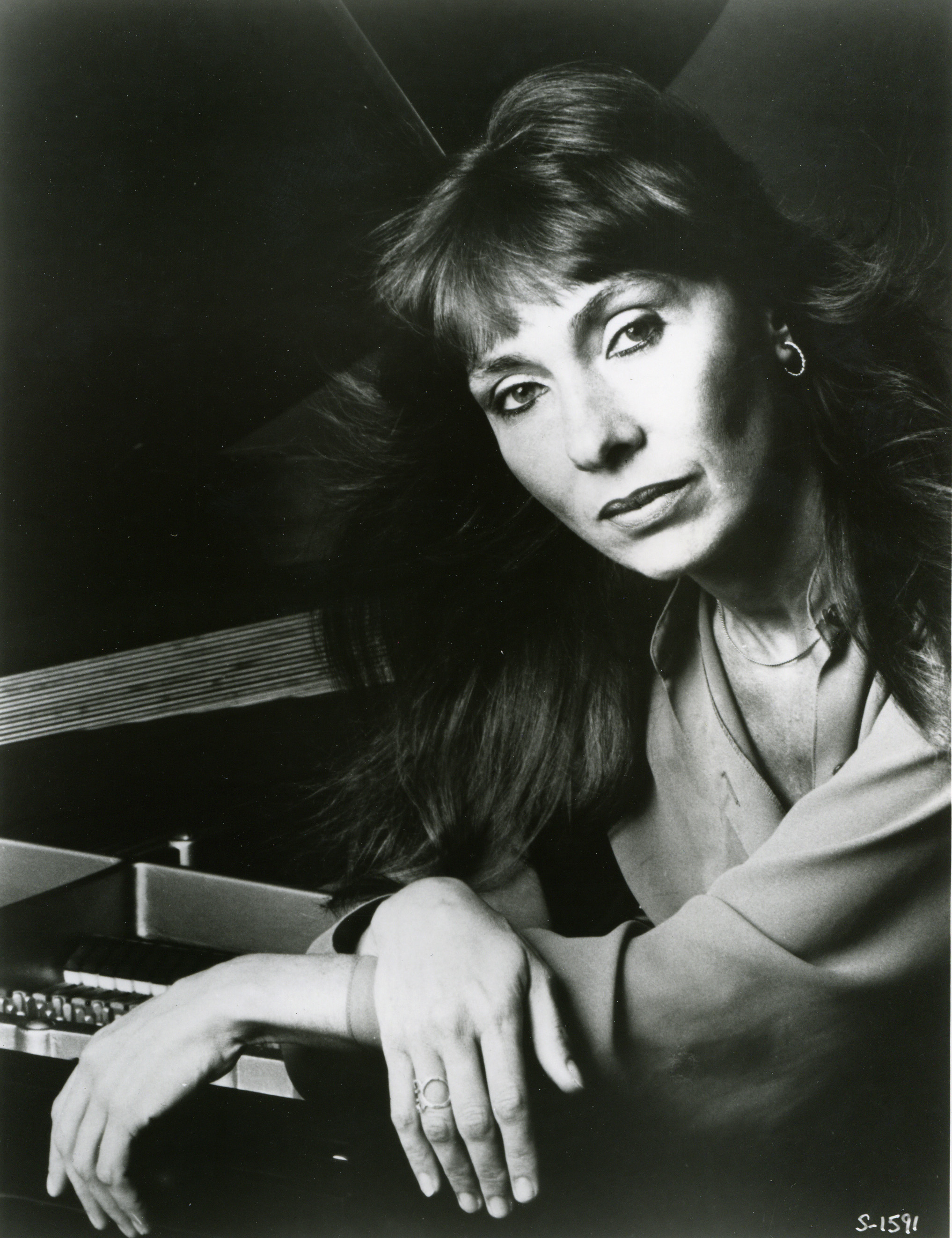
Ruth Laredo, 1995 en un “Concierto con Comentario”, una serie en el Museo Metropolitano de Arte de Nueva York. La serie fue una creación de Ruth Laredo y duró de 1988 con al menos tres conciertos por año hasta poco antes de su muerte en 2005 (foto: colección privada Jennifer Laredo Watkins)

Durante la primera década de su carrera actuó básicamente como acompañante de su marido Jaime Laredo. Al propio tiempo se intentó establecer como solista y en 1962 hizo su debut orquestal en el Carnegie Hall con la Orquesta Sinfónica Americana dirigida por Leopold Stokowski. Desafortunadamente el debut atrajo poca atención.:113
Fue miembro fundador de los Music from Marlboro Concerts y en 1965 participó en su primera gira que incluía una visita a Israel donde tocó el Concierto para tres pianos de Johann Sebastian Bach con Rudolf y Peter Serkin. Apareció en el primer concierto de Music from Marlboro, “Isaac Stern and Friends”, en el Carnegie Hall de New York.
Su carrera en solitario tuvo un impulso importante en 1974, cuándo hizo su debut en Avery Fisher Hall en el Lincoln Center de Nueva York. Su interpretación del Concierto para piano en sol mayor de Ravel con la Orquesta Filarmónica de Nueva York dirigida por Pierre Boulez, fue acogida con entusiasmo por la crítica. En 1976 hizo su debut en recital en solitario en la Sala de conciertos "Alice Tully Hall" del Lincoln Center con obras de Beethoven, Scriabin, Rajmáninov y Ravel, cuyo “La Valse” fue su obra de cierre. El bis de este concierto fue el Segundo Preludio de Piano de Gershwin. En 1981 hizo su debut en solitario en el Carnegie Hall con un programa titulado "Homenaje a Rajmáninov” qué incluía obras de Chopin, Beethoven y Scriabin.
En 1988 Laredo participó en la celebración del 135.º aniversario del primer piano Steinway y el piano n.º 500.000 fabricado por esa compañía. El concierto, liderado por Van Cliburn, presentó a 27 famosos pianistas incluyendo a Alfred Brendel, Shura Cherkassky, Murray Perahia, Rudolf Serkin y Alexis Weissenberg. Laredo tocó el Preludio Op. 32, Núm. 5 de Rajmáninov y Coquette del Carnaval, Op. 9 de Robert Schumann.
También toco en Washington D. C. (Kennedy Center, Library of Congress, 1966 en la Casa Blanca con su marido Jaime Laredo para el Presidente Lyndon B. Johnson), en Boston, Buffalo, Chicago, Cleveland, Houston, Indianápolis, Maryland, Nashville, Filadelfia, San Francisco, Santa Bárbara y Toronto. En numerosos festivales, entre los cuales el Amadeus Festival/Midsummer Nights Festival en New Jersey, el Aspen Music Festival and School en Aspen, Colorado, el Bridgehampton Chamber Music Festival en Bridgehampton, New York, el Caramoor International Music Festival en Katonah, New York, el Eastern Music Festival en Greensboro, North Carolina, el Maverick Concerts Festival en Hurley, New York, el Spoleto Festival USA en Charleston, South Carolina, el Great Lakes Chamber Music Festival en Detroit, el Music Mountain Summer Chamber Music Festival en Falls Village, Connecticut y el Casals Festival en San Juan, Puerto Rico. Hizo giras en 1976/1977 en Europa (Holanda, Alemania) y Japón y en 1979 en Japón y Hong Kong.:112 Hay que destacar su gira de 1989 en Rusia ( Moscú, St. Petersburgo) y Ukrania (Odesa). Para una norteamericana que va a Rusia a tocar la música de los compositores rusos – en la misma sala del Conservatorio de Moscú donde había tocado Rajmáninov – fue un reto extraordinario. Pero Laredo encontró una cálida acogida de la audiencia y las entradas se agotaron. En el Museo Glinka en Moscú tuvo la oportunidad de ver los manuscritos originales de Rajmáninov que se conservan allí.
Además de con las orquestas ya citadas tocó también con las orquestas de Filadelfia, de Cleveland, la Orquesta de Compositores Americana, de Baltimore, Beaumont, Boston, Greenwich, Houston, Indianápolis, Júpiter, Madison, Nacional, New Jersey, St. Louis, Búfalo y de Varsovia bajo Kazimierz Kord, con quien en 1993 actúa en Varsovia en un Concierto del Día de las Naciones Unidas, que fue retransmitido por estaciones de televisión en todas partes Europa. Después hizo una gira con la orquesta a través de los EE. UU. que culminó en un concierto en el Carnegie Hall con el Concierto para piano N.º 1 de Rajmáninov.
En la temporada 1988/1989 empiece su serie de "Conciertos con Comentario” (primero llamada “Hablar de Música”) en el Grace Rainey Rogers Auditorium del Museo Metropolitano de Arte de Nueva York. La serie estuvo en cartelera 17 temporadas hasta el último concierto del 6 de mayo de 2005, poco antes de su muerte. Los programas se hicieron muy populares y por lo tanto los interpretó en otras ciudades de los EE. UU.
La serie incluyó obras de Brahms, Chopin, Dvořák, Fauré, Franck, Rajmáninov, Ravel, Clara y Robert Schumann, Scriabin y Chaikovski, de los cuales hablaba antes de las interpretaciones con gran pasión. El concierto final era el tercero de una serie titulada “El Espíritu Ruso” con música de Chaikovski, Rajmáninov, Scriabin y Shostakovich.

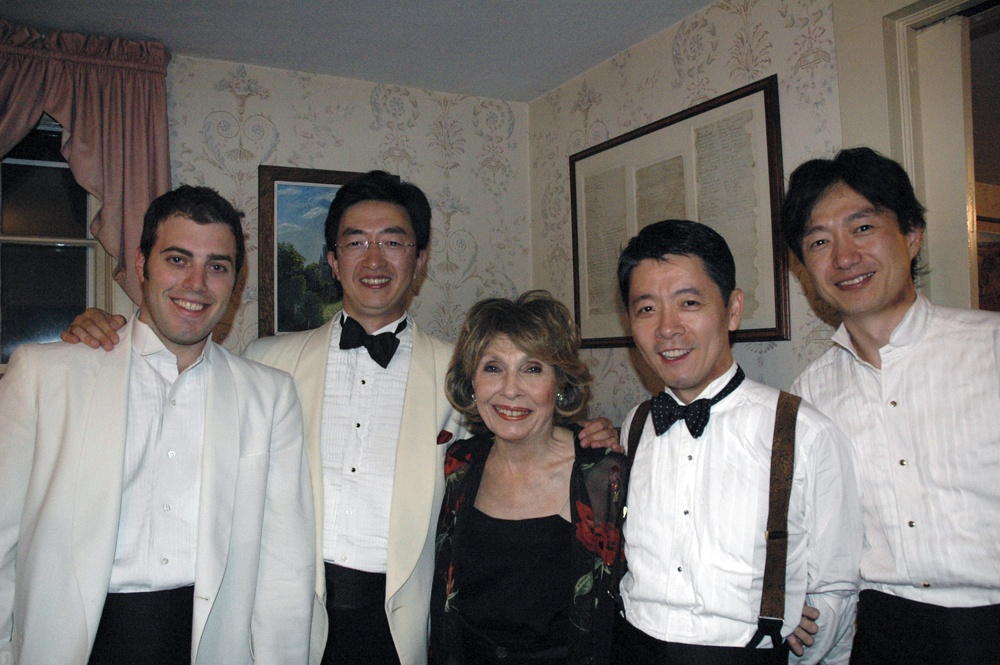
Ruth Laredo, 2004, en Nantucket, Massachusetts, con el Cuarteto de Shanghái, quién la llamó su quinto miembro (crédito de Foto: Yi-Wen Jiang)

El 13 de septiembre de 2001, sólo dos días después de los ataques terroristas en el World Trade Center de Nueva York, Ruth Laredo celebraba el 25.º aniversario de su debut en el Alice Tully Hall con un recital como concierto de apertura de la temporada 2001 del Lincoln Center. Antes del concierto explicó a la audiencia por qué no había cancelado el recital: “Era importante para mí tocar. La gran música nos da apoyo espiritual y esperanza. Es con ese espíritu con el que toco esta noche.” El programa era similar al de su debut en 1976 e incluía obras de Robert Schumann, Beethoven, Scriabin, Rajmáninov y Ravel, con el Vals Op. 69, Núm. 1 de Chopin como bis.
En septiembre de 2004 Laredo fue invitada por el ministerio de cultura ruso a participar en el Festival Internacional de Rimski-Kórsakov en el Conservatorio de San Petersburgo. En este acontecimiento, dedicado al 200 aniversario del compositor ruso Mijaíl Glinka, tocó música de cámara así como recitales en solitario y dio una máster class para alumnado ruso.
Estaba muy comprometida con la música de cámara y decía que los solistas particularmente necesitan de esta experiencia como preparación para conciertos con grandes orquestas. “La carencia se hace evidente cuándo un solista actúa como si la orquesta fuera un mero acompañamiento” dijo.:55 Colaboró frecuentemente con el Cuarteto de Shanghái (regularmente en el Music Mountain Festival), y con otros cuartetos como el Americano, Budapest, Emerson, Manhattan, Muir, St. Lawrence, St. Petersburgo, Veronika y el Vermeer. También con las orquestas de cámara Chappaqua, de Manhattan, Orfeo y de Saint Paul, con los Philharmonia Virtuosi y la Orquesta de St. Luke es. Actuó con el Cuarteto Guarneri y el Cuarteto de Cuerda de Tokio en la serie del Lincoln Center, Grandes Intérpretes. Ayudó al Cuarteto de Cuerda del Tokio en varios periodos cuándo un miembro del Cuarteto estaba enfermo, transformando el grupo temporalmente a un cuarteto de piano. Desde su primera asociación en 1980 en el Alice Tully Hall, giró cada temporada con la flautista Paula Robison como el “Paula y Ruth” dúo.
También tocó música contemporánea. En 1989 toca la obra de Wallingford Riegger Variaciones de doce tonos para Piano y Orquesta en el Carnegie Hall con la Orquesta de Compositores Americana bajo Paul Lustig Dunkel. Su repertorio incluyó también obras de Franz Liszt, Arnold Schoenberg, Béla Bartók, Anton Webern y Alban Berg.
En 1994 Laredo tocó con la pianista de jazz Marian McPartland y desde 1996 con ella y Dick Hyman en los programas titulados Three Piano Crossover.
En los últimos años de su vida su carrera como solista con orquestas decayó, pero se sintió cómoda con una mezcla de recitales y conciertos de cámara.
Laredo criticó la tendencia de los últimos años de grabar conciertos en vivo para retransmitidos en diferido.

## Discos
En 1967 Ruth Laredo grabó un álbum bien recibido de música de piano del compositor francés Maurice Ravel.
En 1970 Laredo hizo su famosa premier de las 10 sonatas de Scriabin en tres LP para Connoisseur (reestrenado en 1984 por Nonesuch Records en una caja de tres LP y en 1996 en un doble CD). Hizo los registros en a capilla de St. Paul en Universidad de Columbia de Nueva York, en un magnífico piano Baldwin SD-10.El primer lanzamiento fue en un periodo donde la música de Scriabin era poco conocida, y los registros de Laredo hicieron aumentar su popularidad en los EE. UU. “ Fuy una especie de cruzado para su música,” dijo Laredo.:112
De 1974 a 1981 siguió con las obras de piano solo completas de Rajmáninov en siete LP para CBS Masterworks (reestrenados en 1993 por Sony Classical en cinco CD), un proyecto que ningún pianista antes había osado emprender (en la misma época el pianista alemán-americano Michael Ponti también grabó las obras de Scriabin y Rajmáninov). En esa época era una rareza que una pianista tocara los trabajos musculares de Rajmáninov. Solo Gina Bachauer, Myra Hess y Alicia de Larrocha lo hacían. El Daily News la bautizó como “la Primera Dama del Piano de América”, un sobrenombre que fue más tarde utilizado por muchos otros. Laredo a quien inicialmente desagradó el apelativo después recapacitó y utilizó el título en su libro y en su sitio web.
La preparación para el registro de las obras de Rajmáninov fue agotadora. Laredo dijo que ahora entendía por qué algunas de las piezas nunca habían sido tocadas por nadie: sencillamente porque eran tan duras de interpretar. Rajmáninov, que era alto con las manos grandes, había compuesto muchos de sus trabajos para él mismo. Había que preguntarse como la pequeña Laredo era capaz de tocar obras Rajmáninov que abarcaban 11 tramos de teclas. Después de practicar la música de “Rocky”, como llamaba a Rajmáninov, tenía que recibir un masaje en sus manos.
Ruth Laredo también grabó más de 20 álbumes que presentan obras de otros compositores, entre ellos Isaac Albéniz, Bach, Beethoven, Lili Boulanger, Brahms, Chopin, Falla, Debussy, Khachaturian, Fauré, Mozart, Poulenc, Ravel, Clara y Robert Schumann, Chaikovski así como de compositores americanos como Barber, Aaron Copland, Ives, Laderman, Kirchner, Rorem y Siegmeister. Especialmente aclamado fue el registro con James Tocco de la Consagración de la Primavera de Stravinsky en la versión para dos pianos para Gasparo Records.
Laredo hizo sus últimos registros en 1999 con el Cuarteto de Shanghái, quién la llamó “el quinto miembro del Cuarteto” para Arabesque Records (cuartetos de piano de Brahms) y en el Great Lakes Chamber Music Festival con el violinista Philip Setzer para Newport Classic (“Música de Día” por Ned Rorem; el CD contiene también las obras de Norem  “Escenas de Guerra” y “El Fin del Verano” interpretadas por otros artistas que incluyen al compositor en el piano). Los dos CDs fueron publicados en el año 2000.

## Premios y reconocimientos
- Gabrilowitsch scholarship (1948/49)
- Young Concert Artists International Auditions (1962)
- Year's Best Recording Award of Stereo Review and Saturday Review (Ravel: Gaspard de la Nuit, Valses Nobles et Sentimentales, La Valse; 1968)
- Year's Best Recording Award of Saturday Review and High Fidelity (Scriabin: The Complete Sonatas, Vol. 1; 1970)
- Best of the Month of Stereo Review (Scriabin: The Complete Sonatas, Vol. 1; 1970)
- Musician of the Month of High Fidelity/Musical America (1974)
- Nomination for the Grammy Award 1976 (Ravel: Trio for Violin, Cello and Piano, with Jaime Laredo and Jeffrey Solow)
- Best of the Month of Stereo Review (Rachmaninoff, The Complete Works for Solo Piano, Vol. 5; 1979)
- Best Keyboard Artist Award of the Record World Magazine (Rachmaninoff, The Complete Works for Solo Piano, Vol. 5; 1979)
- Nomination for the Grammy Award 1981 (Rachmaninoff: The Complete Works for Solo Piano, Vol. 7)
- Seleccionada como una de los cinco pianistas para la celebración del 90 anniversario del Carnegie Hall (1981)
- Nomination for the Grammy Award 1983 (Barber: Sonata for Piano, Op. 26, Souvenirs, Op. 28, Nocturne, Op. 33)
- Honorary Member of the Sigma Alpha Iota International Music Fraternity (1983)
- Distinguished Service to Music in America Award of the Music Teachers National Association (1989)
- Music in Humanity Award at the Music Festival in Mount Gretna, Pennsylvania (1994)
- Best of the Year of the Audiophile Audition Magazine (2nd new edition of the Scriabin Sonatas; 1997)

## Discografía
- Mozart/Bach. Music from Marlboro; Mozart: Concerto in E-flat for two Pianos (Rudolf Serkin, Peter Serkin); Bach: Concerto in C major for three Pianos (Mieczyslaw Horszowski, Peter Serkin, Rudolf Serkin), Concerto in D minor for three Pianos (Rudolf Serkin, Mieczyslaw Horszowski, Ruth Laredo); Marlboro Festival Orchestra (Alexander Schneider). LP, CBS Masterworks ML 6247, 1964
- Bach. Brandenburg Concerto n.º 1, BWV 1046: Members of the Marlboro Festival and Myron Bloom, Robert Johnson (horns), John Mack, Ronald Richards, Peter Christ (oboes), Donald MacCourt (bassoon), Alexander Schneider (violin); Brandenburg Concerto n.º 2, BWV 1047: Members of the Marlboro Festival and Robert Nagel (trumpet), Ørnulf Gulbransen (flute), John Mack (oboe); Alexander Schneider (violin); Brandenburg Concerto n.º 3, BWV 1048; Orchestral Suite n.º 1, BWV 1066: Members of the Marlboro Festival and John Mack, Joseph Turner (oboes), Joyce Kelley (bassoon), Ruth Laredo (piano); Marlboro Festival Orchestra: Pablo Casals. CD, Sony Classical SMK 46253, 1990; recorded 1964 (Brandenburg Concertos 1 and 3), 1965 (Brandenburg Concerto 2) and 1966 (Orchestral Suite)
- Bach. Brandenburg Concerto n.º 4, BWV 1049: Members of the Marlboro Festival and Alexander Schneider (violin), Ørnulf Gulbransen, Nancy Dalley (flutes), Rudolf Serkin (piano); Brandenburg Concerto n.º 5, BWV 1050: Members of the Marlboro Festival and Ørnulf Gulbransen (flute), Alexander Schneider (violin), Rudolf Serkin (piano); Brandenburg Concerto n.º 6, BWV 1051: Members of the Marlboro Festival and Peter Serkin (continuo); Orchestral Suite n.º 4, BWV 1069: Members of the Marlboro Festival and Henry Nowak, Wilmer Wise, Louis Opalesky (trumpets), John Mack, Joseph Turner, Patricia Grignet (oboes), Joyce Kelley (bassoon), John Wyre (timpani), Ruth Laredo (piano); Marlboro Festival Orchestra: Pablo Casals. CD, Sony Classical SMK 46254, 1990; recorded 1964 (Brandenburg Concertos) and 1966 (Orchestral Suite)
- Bach. Goldberg Variations, BWV 1087: Members of the Marlboro Festival and Rudolf Serkin (piano); Orchestral Suite n.º 2, BWV 1067: Members of the Marlboro Festival and Ornulf Gulbransen (flute), Ruth Laredo (continuo); Orchestral Suite n.º 3, BWV 1068: Members of the Marlboro Festival and Henry Nowak, Wilmer Wise, Louis Opalesky (trumpets), John Mack, Patricia Grignet (oboes), John Wyre (timpani), Ruth Laredo (continuo); Marlboro Festival Orchestra: Pablo Casals. CD, Sony Classical SMK 45892, 1990; recorded 1976 (Goldberg Variations) and 1966 (Orchestral Suites)
- Ravel. Gaspard de la Nuit, Valses Nobles et Sentimentales, La Valse. LP, Connoisseur Society CS-2005, 1968
- Scriabin. The Complete Piano Sonatas, Sonata n.º 1, Op. 6; Etude, Op. 2, n.º 1; Sonata n.º 2, Op. 19; Eight Etudes, Op. 42; Sonata n.º 3, Op. 23; Sonata n.º 4, Op. 30; Sonata n.º 5, Op. 53; Sonata No. 6, Op. 62; Désir, Op. 57, n.º 1; Caresse dansée, Op. 57, n.º 2; Sonata n.º 7, Op. 64; Sonata n.º 8, Op. 66; Sonata n.º 9, Op. 68; Sonata n.º 10, Op. 70; Vers la Flamme, Op. 72. 2 CDs, Nonesuch 5973035-2, 1996 (new edition of 3 LPs Connoisseur Society CS-2032/CS-2034/CS-2035, 1970/Nonesuch 73035, 1984)
- Robert Schumann. Music for piano and violin; Ruth Laredo (piano), Jaime Laredo (violin); Sonata n.º 1, Op. 105; Sonata n.º 2, Op. 121; Intermezzo from F.A.E. Sonata. LP, Desto DC 6442, 1979; recorded 1970
- Laderman/Siegmeister. Ezra Laderman: Duo for Violin and Piano; Elie Siegmeister: Sonata n.º 2; Jaime Laredo (violin), Ruth Laredo (piano). LP, Desto DC 7125, 1971
- Scriabin. 24 Preludes, Op. 11 (incl. n.º 9 and n.º 10); 5 Preludes, Op. 74 (incl. n.º 2); Poem, Op. 32, n.º 1. CD, Phoenix USA PHCD 114, 1990 (new edition of LP Desto DC 7145, 1972)

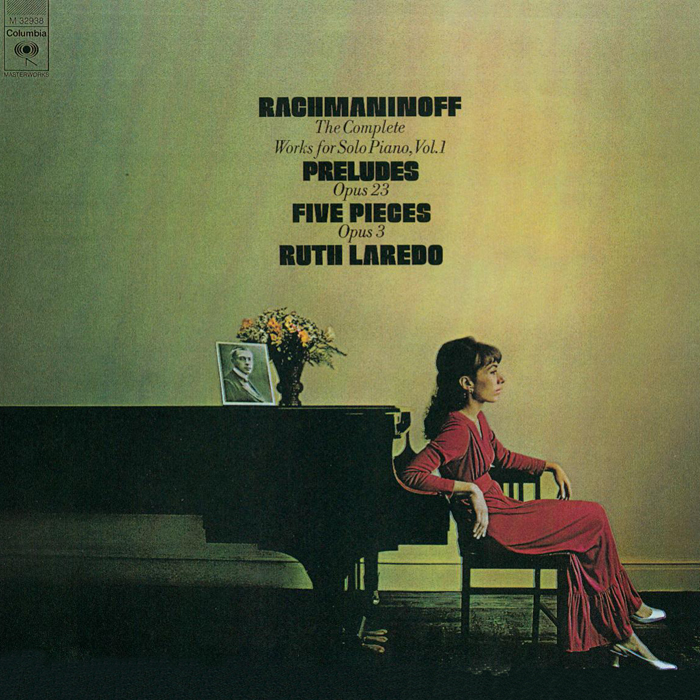
El primero de los siete LP de las Obras Completas para Piano de Rajmáninov, 1974 (crédito de foto: Sony Music)

- Rorem/Kirchner. Ned Rorem: Day Music, Leon Kirchner: Sonata concertante; Jaime Loredo (violin), Ruth Laredo (piano). LP, Desto DC 7151, 1973
- Rorem. Day Music: Jaime Laredo (violin), Ruth Laredo (piano); Night Music: Earl Carlyss (violin), Ann Schein (piano). CD, Phoenix USA PHCD123, 1991 (Day Music previously published on LP Desto DC 7151, 1973; Night Music on LP Desto DC 7174, 1974)
- Scriabin. Greatest Hits; Morton Estrin/Ruth Laredo; Ruth Laredo plays Etude, Op. 2, n.º 1; Sonata n.º 4, Op. 30; Etudes, Op. 42, n.º 3 and n.º 4; Vers la Flamme, Op. 72; Sonata n.º 5, Op. 53. LP, Connoisseur Society CS-2046, 1973
- Ravel. Music from Marlboro, The Marlboro Music Festival, Rudolf Serkin (director); Trio for Violin, Cello and Piano: Jaime Laredo (violin), Ruth Laredo (piano), Jeffrey Solow (cello); Sonata for Violin and Cello: Jaime Laredo (violin), Leslie Parnas (cello). LP, CBS Masterworks M 33529, 1973
- Kirchner/Copland/Ives/Lees. Music for Violin and Piano; Leon Kirchner: Sonata Concertante (Jaime Laredo, violin; Ruth Laredo, piano); Aaron Copland: Sonata for Violin and Piano (Jaime Laredo, violin; Ann Schein, piano); Charles Ives: Sonata n.º 4 for Violin and Piano (Jaime Laredo, violin; Ann Schein, piano); Benjamin Lees: Sonata n.º 2 (1973; Rafael Druian, violin; Ilse von Alpenheim, piano). CD, Phoenix USA PHCD 136, 1997 (Kirchner previously published on LP Desto DC 7151, 1973, Copland and Ives onLP Desto DC 6439, 1975, Lees on LP Desto DC 7174, 1974)
- Rachmaninoff. The Complete Solo Piano Music, Vol. 1; Fantasy Pieces, Op. 3 (incl. Prelude in C sharp minor); Salon Pieces, Op. 10; Moments Musicaux, Op. 16. CD, Sony Classical SMK 48468, 1993 (new edition on 5 CDs of The Complete Works for Solo Piano on 7 LPs from CBS Masterworks M 32938/M 33430/M 33998/M 34532/M 35151/M 35836/M 35881, 1974–1981)
- Rachmaninoff. The Complete Solo Piano Music, Vol. 2; Piano Transcriptions; Chopin Variations. CD, Sony Classical SMK 48469, 1993 (new edition on 5 CDs of The Complete Works for Solo Piano on 7 LPs from CBS MasterworksM 32938/M 33430/M 33998/M 34532/M 35151/M 35836/M 35881, 1974–1981)
- Rachmaninoff. The Complete Solo Piano Music, Vol. 3; Sonatas n.º 1, Op. 28 and n.º 2, Op. 36; Corelli Variations. CD, Sony Classical SMK 48470, 1993 (new edition on 5 CDs of The Complete Works for Solo Piano on 7 LPs from CBS Masterworks M 32938/M 33430/M 33998/M 34532/M 35151/M 35836/M 35881, 1974–1981)
- Rachmaninoff. The Complete Solo Piano Music, Vol. 4; Preludes Op. 23 and Op. 32. CD, Sony Classical SMK 48471, 1993 (new edition on 5 CDs of The Complete Works for Solo Piano on 7 LPs from CBS Masterworks M 32938/M 33430/M 33998/M 34532/M 35151/M 35836/M 35881, 1974–1981)
- Rachmaninoff. The Complete Solo Piano Music, Vol. 5; Etudes-Tableaux, Op. 33 and Op. 39; Fragments; Lilacs; Daisies; Oriental Sketch; Two Fantasy Pieces. CD, Sony Classical SMK 48472, 1993 (new edition on 5 CDs of The Complete Works for Solo Piano on 7 LPs from CBS Masterworks M 32938/M 33430/M 33998/M 34532/M 35151/M 35836/M 35881, 1974–1981)
- Rachmaninoff. Romantic Piano Pieces: Morceaux de fantaisie, Op. 3; Morceaux de salon, Op. 10; Moments musicaux, Op. 16;3,5; Preludes, Op. 23;1,3,4,5,6,10; Preludes, Op. 32;2,5,10,12,13, Etudes-Tableaux, Op. 33;7 and Op. 39;2. CD, Sony Classical, SMK 89950, 2002 (collection of previously published material, 1974–1977)
- Rachmaninoff/Debussy/Scriabin/Prokófiev. Recital; Rachmaninoff: Prelude in C-sharp minor, Op. 3, n.º 2; Debussy: Feu d’artifice, Bruyères, La fille aux cheveux de lin, Reflets dans l'eau; Scriabin: Etude in C-sharp minor, Op. 2, n.º 1; Poem, Op. 32, n.º 1; Sonata n.º 9 in F, Op. 68 (“Black Mass”); Prokófiev: Sonata n.º 3 in A minor, Op. 28. CD, Connoisseur Society 30CD-3020, 1980
- Debussy/Scriabin/Rachmaninoff. Essential Piano Library, The Student's Essential Classics, with Earl Wild, Santiago Rodríguez, David Bar-Illan, Jorge Bolet, Gilbert Kalish; Ruth Laredo plays Debussy, The Girl with the Flaxen Hair (Preludes, Book I), Reflections in the Water (Images, Book I), Fireworks (Preludes, Book II); Scriabin, Etude in C-sharp minor Op. 2, n.º 1; Rachmaninoff, Prelude in C-sharp minor, Op. 3, n.º 2. 2 LPs Baldwin Piano Artists BDW-700/701, 1981
- Scriabin/Prokofiev/Barber. Essential Piano Library, Masters Perform Master Works. LP, Baldwin Piano Artists BDW-805, 1981
- Ravel. Miroirs, La Valse, Sonatine, Prelude in A major, Menuet sur le nom d'Haydn. CD, Sanctuary, 1998 (new edition of LP CBS Masterworks M 36734, 1982)
- Barber. Piano Sonata, Op. 26; Souvenirs, Op. 28; Nocturne, Op. 33 (Homage to John Field). CD, Sanctuary, 1998 (new edition of LP Nonesuch D 79032, 1982)
- Chopin. Mazurkas, Op. 6, Nos. 2 and 3; Op. 24, n.º 2; Op. 33, n.º 4; Op. 56, n.º 2; Op. 63, n.º 3; Waltzes, Op. 34, Nos. 1 and 2; Op. 42; Op. 69, n.º 1; Op. 69, n.º 2; Etude, Op. 25, n.º 4; Nocturne, Op. 15, n.º 1; Scherzo, Op. 20. CD, Sanctuary, 1998 (new edition of LP Nonesuch 71450, 1987; recorded 1982/1985)
- Tchaikovsky. The Seasons, Op. 37a; Polka de Salon, Op. 9, n.º 2; Mazurka de Salon, Op. 9, n.º 3; Humoresque, Op. 10, n.º 2; Natha-Valse, Op. 51, n.º 4. CD, Sanctuary, 1998 (new edition of LP Nonesuch Digital Stereo 79119, 1985)
- Fauré/Lili Boulanger/Ravel/Poulenc. French Masterpieces for flute and piano, Ruth Laredo (piano), Paula Robison (flute); Gabriel Fauré: Sonata in A major; Lili Boulanger: Nocturne; Maurice Ravel: Pièce en forme de Habanera; Francis Poulenc: Sonata. CD, Pergola, 2006 (new edition of CD Musical Heritage Society 2003 resp. LP Amerco 1991/1992; recorded in 1985)
- Beethoven. Sonatas n.º 23 (Appassionata), n.º 26 (Les Adieux), n.º 3 and n.º 20. CD, Second Hearing GS 9007, 1986; recorded live
- Ravel. Pièces pour 2 pianos, Ruth Laredo, Jacques Rouvier; Bolero, Mother Goose Suite, Sites Auriculaires, Frontispièce, La Valse. CD, Denon 33C37-7907, 1986
- Albéniz/Falla. Isaac Albéniz: Songs of Spain, Suite Española; Manuel de Falla: Three Dances from The Three-Cornered Hat, Suite from El Amor Brujo. CD, MCA Classics MCAD-6265, 1988
- Bach/Mozart/Beethoven/Chopin/Debussy/Robert Schumann/Prokófiev. My First Recital; Bach: Prelude n.º 1 in C, BWV 846; Two-Part Invention n.º 1 in C, BWV 772; Two-Part Invention n.º 4 in d, BWV 775; Two-Part Invention n.º 8 in F, BWV 779; Mozart: Fantasia in d, K. 397; Sonata in C, K. 545; Beethoven: Für Elise; Sonata n.º 20 in G, Op. 49, n.º 2; Chopin: Waltz in D, Op. 64, n.º 1 (Minute Waltz); Waltz in A, Op. 69, n.º 1; Grande Valse Brillante in E, Op. 18; Debussy: The Girl With the Flaxen Hair; Clair de Lune; Schumann: Kinderszenen (From Foreign Lands and People, A Curious Story, An Important Event, Dreaming [Träumerei]); Prokófiev: March from Peter and the Wolf. CD, ESS.A.Y CD1006, 1990
- Bach/Mozart/Beethoven/Robert Schumann/Debussy/Brahms/Chopin/Tchaikovsky/Khachaturian. My Second Recital; Bach: Jesu, Joy of Man's Desiring; Mozart: Rondo alla Turca; Beethoven: Sonata n.º 24 in F-sharp major, Op. 78, Adagio Cantabile, Allegro Vivace; Schumann: Arabesque; Debussy: Sarabande; Brahms: Waltz, Op. 39, n.º 2 in E major; Waltz, Op. 39, n.º 3 in G-sharp minor; Waltz, Op. 39, n.º 4 in E minor; Waltz, Op. 39, n.º 5 in E major; Waltz, Op. 39, n.º 15 in A-flat major; Waltz in Intermezzo in E-flat major, Op. 117, n.º 1; Chopin: Mazurka in F-sharp minor; Waltz in C-sharp minor; Nocturne in F-sharp minor; Tchaikovsky: Humoresque, Natha-Valse, Barcarolle; Khachaturian: Toccata. CD, ESS.A.Y CD1026, 1991
- Stravinsky/Rachmaninoff. Music from the Great Lakes Chamber Music Festival, Music for Two Pianos; James Tocco and Ruth Laredo; Stravinsky: Le Sacre du Printemps; Rachmaninoff: Suite n.º 2 for 2 Pianos. CD, Gasparo GSCD-313, 1996; recorded 1995
- Rachmaninoff. Piano Concerto n.º 3, Op. 30, Vladimir Feltsman (piano), Israel Philharmonic Orchestra (Zubin Mehta); Morceaux de salon Op. 10, Nos. 2, 3 and 7, Ruth Laredo (piano); Vocalise, Op. 34, n.º 14, Nelly Lee (sprano), Novosibirsk Philharmonic Orchestra (Arnold Katz); Prelude, Op. 23, n.º 5, Prelude, Op. 32, Nos. 5, 1, 7, 8 and 12, Ruth Laredo (piano); Symphonic Dances, Op. 45, Nos. 1, 2 and 3, Novosibirsk Philharmonic Orchestra (Arnold Katz); Etudes-Tableaux, Op. 39, Nos. 2, 5 and 6, Ruth Laredo (piano); Rhapsody on a Theme of Paganini, Op. 43, Vladimir Feltsman (piano), Israel Philharmonic Orchestra (Zubin Mehta). 2 CDs, Sony Classical SB2K 64 343, 1996
- Beethoven. 3 Sonatas; Sonata n.º 23, Op. 57 (Appassionata); n.º 17, Op. 31; n.º 2 (Tempest); n.º 26, Op. 81a (Les Adieux); Bagatelle for Piano in A minor (Für Elise); Bagatelle in B major. CD, Connoisseur Society CD-4210, 1997
- Mendelssohn/Robert Schumann/Clara Schumann/Brahms. Such Good Friends; Felix Mendelssohn: Introduction and Rondo capriccioso, Op. 14; Robert Schumann: Eight Fantasy Pieces, Op. 12 (Des Abends, Aufschwung, Warum?, Grillen, In der Nacht, Fabel, Traumes Wirren, Ende vom Lied); Clara Schumann: Romance, Op. 11, n.º 1; Johannes Brahms: Intermezzi, Op. 117, Nos. 1, 2 and 3; Pieces for Piano, Op. 118, n.º 2, 119, n.º 1; Fantasia, Op. 116, n.º 4. CD, Open Mike M 4022 (or Sanctuary CD 3001), 1999, recorded 1998
- Brahms. Piano Quartets n.º 1, Op. 25, No. 2, Op. 26, n.º 3, Op. 60, The Shanghái Quartet and Ruth Laredo (piano). 2 CDs, Arabesque Z6740-2, 2000; recorded April 1999
- Rorem. Chamber Music, Great Lakes Chamber Music Festival; Day Music: Ruth Laredo (piano), Philip Setzer (violin); War Scenes: Kurt Ollmann (baritone), Ned Rorem (piano); End of Summer: Elm City Ensemble. CD, Newport Classic NPD 85663, 2000; recorded June 1999